# Roger Normand
Roger Normand (Parigi, 9 febbraio 1912 – Parigi, 26 dicembre 1983) è stato un mezzofondista francese, medaglia di bronzo nei 1500 metri piani agli europei del 1934.

## Biografia
Atleta specializzato nel mezzofondo, in particolare nei 1500 m.
Si piazzò al terzo posto nei 1500 metri piani agli europei del 1934 dietro l'italiano tedesco Luigi Beccali e l'ungherese Miklós Szabó.
Nel 1935 a Torino nel confronto Italia-Francia ottiene il suo miglior primato personale con 3'53"6, piazzandosi secondo dietro Luigi Beccali.
Vinse 4 campionati nazionali nei 1500 metri tra il 1933 e il 1939.

## Progressione

### 1500 metri piani
Normand è stato presente per 3 stagioni nella top 25 mondiale dei 1500 metri piani..
| Stagione | Tempo  | Luogo    | Data      | Rank. Mond. |
| -------- | ------ | -------- | --------- | ----------- |
| 1937     | 3'55"2 | Colombes | 11-7-1937 | 22º         |
| 1935     | 3'53"6 | Torino   | 22-9-1935 | 4º          |
| 1934     | 3'55"8 | Colombes | 29-7-1934 | 14º         |

## Palmarès
| Anno | Manifestazione | Sede   | Evento       | Risultato | Prestazione | Note |
| ---- | -------------- | ------ | ------------ | --------- | ----------- | ---- |
| 1934 | Europei        | Torino | 1500 m piani | Bronzo    | 3'57"0      |      |

## Campionati nazionali
- 4 volte campione nazionale nei 1500 m piani (1933, 1935, 1937, 1939)

1931
- Argento ai Campionati francesi nei 1500 m - 4'04"3/5

1933
- Oro ai Campionati francesi nei 1500 m - 4'02"0

1934
- Bronzo ai Campionati francesi nei 1500 m - 4'09"3/5

1935
- Oro ai Campionati francesi nei 1500 m - 3'57"1/5

1937
- Oro ai Campionati francesi nei 1500 m - 3'55"2

1939
- Oro ai Campionati francesi nei 1500 m - 4'00"5